# オルティガーラ山
オルティガーラ山とは、イタリア北部に位置する山である。標高2,105m。1,500mの深さのSugana Valleyをなす山の一つである。周辺の山とともに、印象的な尾根を形成し、Sugana Valleyからの険しい道のみならず、アジアーゴ高原から容易に行くことができる。
この山は第一次世界大戦において、イタリア王国とオーストリア＝ハンガリー帝国との激しい戦い（オルティガーラ山の戦い）の舞台となり、両国とも頂上を占拠しようと多くの犠牲者をだした。